# Perfect getal
Een perfect getal of volmaakt getal is een positief natuurlijk getal dat gelijk is aan de som van zijn echte delers (niet het getal zelf; 1 is een echte deler).
- Is {\displaystyle s(n)} de som van alle echte delers van {\displaystyle n}, dan is {\displaystyle n} een perfect getal als {\displaystyle s(n)=n}.
- Is {\displaystyle \sigma (n)} de som van alle positieve delers van {\displaystyle n} (dus inclusief 1 en {\displaystyle n} zelf), dan is {\displaystyle n} perfect als {\displaystyle \sigma (n)=2n}.

De Oude Grieken kenden alleen de eerste vier perfecte getallen (zie de tabel).
| getal | som van de echte delers                                             | ontbinding                     |
| ----- | ------------------------------------------------------------------- | ------------------------------ |
| 6     | 1 + 2 + 3                                                           | {\displaystyle 2^{1}(2^{2}-1)} |
| 28    | 1 + 2 + 4 + 7 + 14                                                  | {\displaystyle 2^{2}(2^{3}-1)} |
| 496   | 1 + 2 + 4 + 8 + 16 + 31 + 62 + 124 + 248                            | {\displaystyle 2^{4}(2^{5}-1)} |
| 8128  | 1 + 2 + 4 + 8 + 16 + 32 + 64 + 127 + 254 + 508 + 1016 + 2032 + 4064 | {\displaystyle 2^{6}(2^{7}-1)} |

Het vijfde perfecte getal is {\displaystyle 2^{12}(2^{13}-1)=33.550.336}.
OpmerkingDe tussenliggende kandidaat-getallen {\displaystyle 2^{8}(2^{9}-1)=130.816} en {\displaystyle 2^{10}(2^{11}-1)=2.096.128} zijn niet perfect. Dit kan ook worden aangetoond via mersennepriemgetallen, aangezien {\displaystyle 2^{9}-1=511=7\cdot 73} en {\displaystyle 2^{11}-1=2047=23\cdot 89} geen priemgetallen zijn.

## Geschiedenis van perfecte getallen
Vermoedelijk maakten de oude Egyptenaren al studie van perfecte getallen. Het is bekend dat Pythagoras perfecte getallen onderzocht. Perfecte getallen hadden in die tijd een religieuze betekenis. In de beginjaren van het christendom was er een theorie dat de getallen 6 en 28 door God gekozen waren als perfecte getallen: 6 is het aantal dagen waarin God de aarde had geschapen en 28 is het aantal dagen waarin de maan om de aarde draait. De heilige Augustinus (354-430) schreef: Zes is geen perfect getal omdat God de aarde in zes dagen geschapen heeft, maar God heeft de aarde in zes dagen geschapen omdat zes een perfect getal is.
Nicomachus van Gerasa vermeldde rond het jaar 100 in zijn boek Introductio Arithmeticae de volgende stellingen, zonder deze overigens te bewijzen (inmiddels is bekend dat stelling 1 en 3 onjuist zijn):
1. Het {\displaystyle n}-de perfecte getal heeft {\displaystyle n} cijfers.
2. Alle perfecte getallen zijn even.
3. Perfecte getallen eindigen alternerend op een 6 of een 8.
4. Als {\displaystyle 2^{n}-1} een priemgetal is, zijn perfecte getallen te schrijven als {\displaystyle 2^{n-1}(2^{n}-1)} (zie ook boven).
5. Er zijn oneindig veel perfecte getallen.

Deze stellingen zijn in Europa eeuwenlang voor waar aangenomen. De Europeanen waren gedurende de vroege Middeleeuwen onbekend met het wiskundig onderzoek in de Arabische landen, onder andere dat van Ibn al-Haytham en van Ismail ibn Ibrahim ibn Fallus. Deze laatste wiskundige stelde in het begin van de 13e eeuw een lijst op met tien perfecte getallen, waarvan de eerste zeven inderdaad juist zijn, maar deze lijst raakte pas eeuwen later in Europa bekend. De vierde stelling van Nicomachus werd in Europa veralgemeend tot: Perfecte getallen zijn te schrijven als {\displaystyle 2^{n-1}(2^{n}-1)} voor alle oneven getallen {\displaystyle n}.
In 1536 bewees Hudalrichus Regius dat deze generalisatie voor {\displaystyle n=11} niet klopte: {\displaystyle 2^{10}(2^{11}-1)} is geen perfect getal. Ook bewees hij dat {\displaystyle 2^{12}(2^{13}-1)=33.550.336} het vijfde perfecte getal is. Hiermee was meteen de onjuistheid van de eerste stelling van Nicomachus aangetoond: het vijfde perfecte getal heeft een lengte van acht cijfers. In 1603 vond Pietro Cataldi het zesde perfecte getal {\displaystyle 2^{16}(2^{17}-1)=8.589.869.056}. Hiermee was bewezen dat de derde stelling van Nicomachus niet klopte, aangezien zowel het vijfde als het zesde perfecte getal op een 6 eindigen. Cataldi vond ook het zevende perfecte getal {\displaystyle 2^{18}(2^{19}-1)=137.438.691.328}. Cataldi claimde nog een viertal andere perfecte getallen gevonden te hebben, maar later werd aangetoond dat slechts een van deze vier getallen juist was.

## Wiskundige eigenschappen
- Er is een verband tussen perfecte getallen en mersennepriemgetallen. Mersennepriemgetallen zijn priemgetallen van de vorm {\displaystyle 2^{n}-1}, waarbij {\displaystyle n} een priemgetal is.

Er geldt namelijk: als {\displaystyle 2^{n}-1} een priemgetal is, dan is {\displaystyle 2^{n-1}(2^{n}-1)} een perfect getal.
Het omgekeerde geldt ook: ieder (in ieder geval even) perfect getal kan geschreven worden als {\displaystyle 2^{n-1}(2^{n}-1)} waarbij {\displaystyle n} een priemgetal is en {\displaystyle 2^{n}-1} een mersennepriemgetal.
Voorbeeld. Voor {\displaystyle n=3} is {\displaystyle 2^{n}-1=2^{3}-1=7} een priemgetal. Dus is {\displaystyle 2^{n-1}(2^{n}-1)=2^{2}(2^{3}-1)=4\cdot 7=28} een perfect getal.
- Alle even perfecte getallen zijn tevens zeshoeksgetal, driehoeksgetal en harmonisch-delergetal.
- De som van de omgekeerden van de delers van een perfect getal (exclusief 1, inclusief de omgekeerde van het getal zelf) is altijd gelijk aan 1. Bijvoorbeeld, voor het getal 6 is:

{\displaystyle 1={\tfrac {1}{2}}+{\tfrac {1}{3}}+{\tfrac {1}{6}}={\tfrac {2\times 3+2\times 6+3\times 6}{2\times 3\times 6}}={\tfrac {(1+2+3)\times 6}{2\times 3\times 6}}}

## Meervoudig perfecte getallen
Een meervoudig perfect getal is een positief geheel getal dat een echte deler is van de som van al zijn delers (het getal zelf bij die delers inbegrepen). Het quotiënt van de som der delers en het getal is de meervoudigheid.
"Gewone" perfecte getallen hebben meervoudigheid 2. Bijvoorbeeld: voor het getal 6 is {\displaystyle (1+2+3+6)/6=2}. Enkele voorbeelden van getallen met hogere meervoudigheid zijn:
- {\displaystyle 120={2^{3}}\cdot 3\cdot 5} heeft meervoudigheid 3; de som van de delers is 360.
- {\displaystyle 30.240={{2}^{5}}\cdot {3^{3}}\cdot 5\cdot 7} heeft meervoudigheid 4; de som van de delers is {\displaystyle 120.960}.
- {\displaystyle 14.182.439.040=2^{7}\cdot 3^{4}\cdot 5\cdot 7\cdot 11^{2}\cdot 17\cdot 19} heeft meervoudigheid 5.[4]

In 2014 zijn meervoudig perfecte getallen gevonden tot meervoudigheid 11. Men vermoedt dat er voor elke meervoudigheid groter dan 2 slechts een eindig aantal meervoudig perfecte getallen zijn.
Stel getal {\displaystyle g} heeft als ontbinding in priemfactoren:
{\displaystyle g=\prod \nolimits _{i=1}^{r}p_{i}^{n_{i}}}
Hierin is {\displaystyle r} het aantal priemfactoren en {\displaystyle n_{i}} het aantal factoren van de priemfactor {\displaystyle p_{i}}.
Als {\displaystyle g} een meervoudig perfect getal met meervoudigheid {\displaystyle n} is, moet het volgende gelden:
{\displaystyle n\cdot g=\prod \nolimits _{i=1}^{r}\sum \nolimits _{j=0}^{n_{i}}p_{i}^{j}}
Voorbeeld. Voor {\displaystyle g=120=2^{3}\cdot 3\cdot 5} is het rechterlid gelijk aan {\displaystyle (1+2+4+8)(1+3)(1+5)=15\,\cdot 4\cdot 6=360(=3\cdot g)}.
Hieruit kan worden afgeleid dat:
{\displaystyle n<\prod \nolimits _{i=1}^{r}{\frac {p_{i}}{p_{i}-1}}}
Meervoudig perfecte getallen met meervoudigheid {\displaystyle n=3} moeten minstens 3 verschillende priemfactoren hebben. Geen enkel product {\displaystyle \prod \nolimits _{i=1}^{2}{\frac {p_{i}}{p_{i}-1}}} met twee verschillende priemgetallen is immers groter dan 3. Het grootste is {\displaystyle {\tfrac {2}{1}}\cdot {\tfrac {3}{2}}=3}.
Analoog blijkt dat een meervoudig perfect getal met meervoudigheid {\displaystyle n=4} minstens 4 verschillende priemfactoren moet hebben, want {\displaystyle {\tfrac {2}{1}}\cdot {\tfrac {3}{2}}\cdot {\tfrac {5}{4}}\cdot {\tfrac {7}{6}}} is groter dan 4, terwijl geen enkel product met drie verschillende priemfactoren groter is dan 4.
Op dezelfde manier vindt men dat meervoudig perfecte getallen met meervoudigheid 5 minstens 6 verschillende priemfactoren moeten hebben; die met meervoudigheid 6 minstens 9; die met meervoudigheid 7 minstens 14, enzovoort.

## Oneven perfecte getallen
Het is een open probleem of er ook oneven perfecte getallen bestaan. Wel is zeker dat, als er een oneven perfect getal is, dit groter dan 101500 moet zijn. Het moet ook ten minste 101 niet noodzakelijkerwijs van elkaar verschillende priemfactoren hebben en een van de priemfactoren moet groter zijn dan 1062.